# Myrsine adamsonii
Myrsine adamsonii är en viveväxtart som beskrevs av Francis Raymond Fosberg och Sachet. Myrsine adamsonii ingår i släktet Myrsine och familjen viveväxter. Inga underarter finns listade i Catalogue of Life.